# Issaries

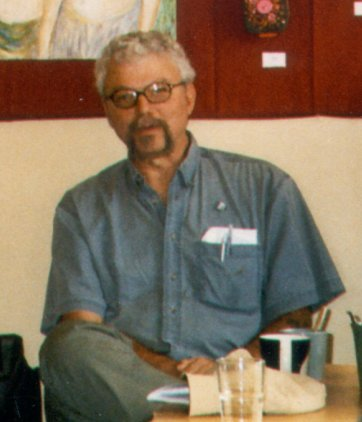
Greg Stafford, concepteur américain de jeux de rôle à Helsinki, en Finlande.

Issaries, Inc. est une maison d'édition de jeux de rôle fondée en 1999 par Greg Stafford afin de pouvoir développer le monde de Glorantha. Issaries est le nom d'un dieu dans le monde fictionnel de Glorantha.
Greg Stafford commence à travailler sur Glorantha en 1966, et cela aboutit à la sortie du jeu de rôle RuneQuest en 1978 par Chaosium. Désireux d'améliorer la gamme et d'augmenter la diffusion, Greg Stafford cède les droits à un éditeur plus important, Avalon Hill. Cependant, la gamme stagne et Greg Stafford décide de laisser les droits de RuneQuest à Avalon Hill et d'éditer un nouveau jeu sur Glorantha.
Cependant, Chaosium ne désire pas sortir de nouveau jeu, Greg Stafford décide donc de fonder une nouvelle maison d'édition, Issaries, en 1997. Après quelques déboires financiers avec son avocat, il fonde la Glorantha Trading Company afin de récolter des fonds par des dons, ce qui lui permet de mener à bien son projet en 1999.
Le nouveau jeu, développé en 2000 avec Robin D. Laws, doit initialement s'appeler HeroQuest mais c'est le nom d'un jeu édité par MB ; le jeu sort donc sous le nom Hero Wars. L'éditeur MB ne renouvelle pas ses droits sur la marque HeroQuest, le jeu suivant édité par Issaries en 2003 porte donc ce nom.
L'entreprise n'édite pas d'autre jeu mais passe par la suite des contrats de licence avec les éditeurs Mongoose Publishing et Moon Design Publications pour publier des jeux dans le cadre de Glorantha. L'entreprise est maintenant dissoute et Glorantha est la propriété intellectuelle de Moon Design.

## Jeux édités
- Hero Wars (2000)
- HeroQuest (2003)